# Río Oquendo
El río Oquendo (en euskera Itzalde) es un curso de agua del norte de la península ibérica, afluente del Cadagua. Discurre por las provincias españolas de Álava y Vizcaya.

## Curso
Discurre en un primer tramo por la provincia de Álava. Nace a partir de un conjunto de arroyos que caen de las alturas del Pagasarri y de otras estribaciones de la Sierra Salvada, si bien tiene fuente principal en las cercanías del concejo alavés de Oceca. Fluye de sur a norte y, tras regar localidades como Respaldiza y Menagaray, acaba desembocando en el Cadagua, ya en Vizcaya, a la altura de Sodupe.
Aparece descrito en el duodécimo volumen del Diccionario geográfico-estadístico-histórico de España y sus posesiones de Ultramar de Pascual Madoz con las siguientes palabras:

OQUENDO: r. pequeño de Alava, part. jud. de Amurrio. Es como un agregado de otros riach., de los cuales uno nace en un térm. denominado Pagazarri, y los otros en el conc. de Palacio, cerca de la herm. de Ayala; sin embargo, su nacimiento primitivo se halla hácia los barrios de Oceca. Todas las aguas de las fuentes y arroyos reunidas forman un r. respetable, que corriendo de S. á N. se introduce en el valle de Gordejuela. Da movimiento á varios molinos, y sus aguas se aprovechan en el l. de Zaldu en la ferr. de Urtuscaristegui, propia del marqués de las Atalayuelas. Cria sarbos, auguilas, cangrejos, loinas y barbos. Toma su denominacion de los pueblos por donde pasa, como sucede en térm. de Quejana; pero especialmente la recibe del valle de su nombre que fertiliza: en lo antiguo se llamó r. Egadillo.
(Madoz, 1849, p. 289)

También lo menciona Vicente Vera y López en el tomo de la Geografía general del País Vasco-Navarro dedicado a Álava:

Río Oquendo.—Es un conjunto de arroyos que se desprenden de las alturas de Pagazarri y otras estribaciones de la Sierra Salvada, arrancando su fuente principal en las inmediaciones de Oceca, y una vez unidos todos los arroyos y fuentes, forman un caudal de bastante importancia que sigue la dirección de S. á N. y pasa por las colinas de Respaldiza y Menagaray, penetrando en el angosto valle de Zuara, riega el valle de Oquendo y el de Gordejuela y entra en territorio de Vizcaya, para desembocar en el Cadagua, cerca de Sodupe.
(Vera y López, 1915-1921, pp. 21-22)

Las aguas del río terminan vertidas en el mar Cantábrico.